# رجا نواف فرحان المحلاوي
رجا نواف فرحان المحلاوي ( العربية: رجا نواف فرحان المحلاوي ) كان محافظ الأنبار في العراق ، وشغل المنصب من يناير 2005 الى وفاته في مايو 2005.

## الحياة المبكرة والمسيرة المهنية قبل الحرب
كان رجا نواف فرحان المحلاوي أصلاً من مدينة القائم في محافظة الأنبار . شغل منصب رئيس بلدية المدينة في عهد صدام حسين . 

## الحاكمية
بعد استقالة عبد الكريم برجس في يوليو 2004، تولى محافظ مؤقت منصب محافظ الأنبار.  خدم فيصل رايكان الغوط النمراوي محافظًا مؤقتًا حتى أجبره زعماء القبائل على التنحي  في يناير 2005، ثم عين مجلس الحكم المحلي رجا نواف فرحان المحلاوي محافظًا جديدًا. 

## الاختطاف والموت
تم اختطاف رجا نواف فرحان المحلاوي بالقرب من القائم في صباح يوم الثلاثاء 10 مايو 2005، أثناء قيادته سيارته بين القائم والرمادي .   كانت القائم في ذلك الوقت مسرحًا لمعارك عنيفة بين القوات الأمريكية والمتمردين، حيث وصف أبو مصعب الزرقاوي ، زعيم تنظيم القاعدة في العراق ، القتال في القائم بأنه انتصار للمتمردين.  
بعد اختطافه، أعلن خاطفوه أنهم سيحتجزونه حتى انسحاب القوات الأمريكية من القائم، إلا أن المقدم ستيفن بويلان، المتحدث باسم القوات الأمريكية في العراق، قال: "نحن لا نستجيب لمطالب المتمردين أو الإرهابيين".  وأعلن أقارب رجا نواف فرحان المحلاوي، إلى جانب مسؤول حكومي، إطلاق سراح رجا نواف فرحان المحلاوي في 15 مايو/أيار، على الرغم من أن هذا ثبت لاحقًا أنه غير صحيح.  سُلِّم المحلاوي لاحقًا إلى خلية خاطفين أخرى. 
في يوم 29 مايو، تعرضت القوات الأمريكية في راوة لإطلاق نار كثيف من قذائف آر بي جي وبنادق آلية من مسلحي تنظيم القاعدة في العراق في مزرعة.    ردت القوات الأمريكية بإطلاق النار، مما أسفر عن مقتل 4 من المقاتلين وإصابة 3 آخرين.  ثم عُثر على جثة المحلاوي داخل المنزل. عُثر على الجثة معصوبة العينين ومقيدة بأسطوانة غاز، وقد عانت من ضربة في الرأس.    لم يُطلق النار على رجا نواف فرحان المحلاوي،  بل قُتل على ما يبدو بقطعة من الأنقاض سقطت عليه أثناء تبادل إطلاق النار.  تم التعرف على جثته من قبل أفراد أسرته في القائم في يوم 30 مايو، وأعلن عن وفاته ليث كبة، المتحدث باسم الحكومة، يوم الثلاثاء 31 مايو. 
وبعد وفاة رجا نواف فرحانالمحلاوي انتخب مجلس المحافظة مأمون سامي رشيد العلواني خلفاً له. 
من بين المقاتلين الأربعة الذين قُتلوا على يد الولايات المتحدة خلال تبادل إطلاق النار، كان اثنان من سوريا، وواحد من الجزائر، وواحد من الأردن.  ومن بين المصابين الثلاثة، كان اثنان من السعوديين، وواحد مغربي. 